# Prolan Irányítástechnikai Zrt.
A Prolan Irányítástechnikai Zrt. a vasút-automatizálás és a villamosipar területén működő, magyar középvállalat. Az egykori MMG Automatika mérnökei alapították a rendszerváltáskor. A vállalat érdekeltségeivel együtt 7 haza céget ölel fel, mintegy 230 főnek ad munkát, e létszám nagyobb része mérnökökből áll. A Prolan ma is az alapító mérnökök és a menedzsment tulajdonában van, többségi tulajdonosa nincs, döntéseit konszenzusosan hozza. 

## A Prolan Irányítástechnikai Zrt. tevékenysége
A vállalat fő tevékenysége a közmű és a vasúti szektor helyi és centralizált automatizálási, irányítástechnikai igényeinek kielégítése, saját fejlesztésű és gyártású software és hardware megoldásokkal.
2021 májusában átadásra került egy K+F központ a Prolan telephelyén, ahová átköltözött a Prolan Elektronikai Gyár a Gizella útról (Budapest XIV. kerület). 
A gyár a budapesti Telefongyár elektronikai összeszerelő üzemének utóda, amelyet 2003-ban vásárolt meg a csoport. Itt készülnek a cégcsoport sorozatgyártott termékei, illetve a kisszériás, biztonságkritikus berendezéseinek elektronikai komponensei.

## A Prolan termékei, megoldásai

### Vasút-automatizálás
- PRORIS biztosítóberendezési termékcsalád[2][3]
- Prolan EnergiaMérő Gateway (PEMG)[4][5]
- Biztosítóberendezés-illesztés ETCS és KÖFI rendszerekhez (ProSigma)
- Felsővezetékienergia-távvezérlő rendszer (FET)
- Járműfelügyelet és flottamenedzsment (MFB – mozdonyfedélzeti berendezés)
- Központi forgalom-ellenőrzés és -irányítás (KÖFE/KÖFI)
- KVE-S0 Vonatérzékelő és kapcsolódó információs rendszer
- Utastájékoztatás
- Váltófűtés

### Energiamenedzsment
- Elektromos autótöltő (EVC)
- Fogyasztásmérő távleolvasó (AMR)
- HKV és RKV készülékcsalád (Hosszúhullámú rádiófrekvenciás központi vezérlő)
- Steuerbox (Intelligens vezérlő egység)
- Zárlatjelző

### Új irányok
- Ipari Automatizálás Kompetenciaközpont

## Mérföldkövek
1990 – A Prolan Kft. megalapítása.
1991 – HAM alállomási megjelenítők telepítése az Émász és Démász alállomásain saját fejlesztésű szoftverekkel.
1993 – Az első saját fejlesztésű Prolan ProField-A RTU (Remote Terminal Unit – távoli terminálegység) a Démász Medgyesegyháza alállomásán.
1995 – Részvétel a Világbank finanszírozásával megvalósult „Üzemirányítási Rendszer Irányítástechnikai Korszerűsítése” (ÜRIK) projektben ProField-B RTU szállításával a Dédász, Édász, Titász és az MVM részére.
1998 – Részvénytársasággá alakul a Prolan. Megalakul a vasúti rendszerekre specializálódott Prolan Alfa Kft.
2001 – A ProField-C, a Prolan harmadik generációs RTU-jának bemutatása. A cég Budakalászra, saját tulajdonú telephelyére költözik.
2003 – A GYSEV 8. vonali KÖFE-KÖFI rendszer üzembe helyezése. A Siemens Telefongyár megvásárlása és a Prolan Elektronikai Gyár Kft. megalapítása, ezzel a Prolan saját fejlesztésű termékeinek gyártása is saját képességgé válik.
2004 – A Démász számára üzemirányító központ és körzeti diszpécserszolgálati rendszer (ÜIK/KDSZ) szállítása.
2006 – Belépés a rádiófrekvenciás körvezérlők (RKV) piacára.
2009 – 1500 mozdonyfedélzeti berendezés szállítása a MÁV járművei számára, egységes rendszerbe foglalva a műszaki adatgyűjtést és a személyzeti információk, valamint az utastájékoztatás kezelését Végleges használatbavételi engedélyt kap a szegedi KÖFE-KÖFI rendszer.
2011 – A dél-balatoni vasútvonal központi forgalomirányító rendszerének átadása.
2013 – Hejőkeresztúron elindul az első intelligens közvilágítási rendszer a Prolan Eclipse termékével.
2016 – A GYSEV teljes vonalhálózatára kiterjedő integrált központi forgalomirányító rendszerének átadása. Harmadik generációs üzemirányító rendszerek fejlesztésére, alkalmazására megalakul a Prolan Innolab Kft. 
2017 – Átadták az ELMŰ-ÉMÁSZ üzemirányító-központját
2017 – Az Irinyi Terv támogatásával megkezdődik „a magyar biztosítóberendezés”, a PRORIS termékcsalád első, hibrid-elektronikus tagjának fejlesztése. A Miskolc–Hidasnémeti vasútvonal KÖFI rendszerének üzembe helyezése. Növényvilágító rendszerek fejlesztésére, értékesítésére megalakul a cégcsoport leg fiatalabb tagja, a Luminancity Kft.
2018 – A Pécs–Dombóvár vasúti vonalszakasz központi forgalomirányításának átadása. Az NKFI Alapból támogatást kap a németországi intelligens mérési rendszer IP-alapú vezérlőegysége, a Steuerbox.
2019 – A Mezőzombor–Sátoraljaújhely vasútvonal és a Dorog–Esztergom vasúti vonalszakasz központi forgalomirányító rendszerének átadása.
2020 – A Pusztaszabolcs–Dombóvár vonalszakasz KÖFI rendszerének üzembe helyezése. Gyál állomáson a PRORIS-H biztosítóberendezés telepítése(jelzőberendezés üzemmódban).
2021 – Babócsa állomáson és az East-West Gate fényeslitkei konténerterminálon is üzembe kerül a PRORIS-H biztosítóberendezés (jelzőberendezés üzemmódban). Piacra kerül a Prolan EnergiaMérő Gateway (PEMG2)
2022 – Elkészül az új „E” épület, a K+F központ és az Elektronikai Gyár a budakalászi telephelyen működik tovább. 
2022 – A PRORIS-H vasúti biztosítóberendezés megkapja biztonságigazolását.

## Prolan Életműdíj
Alapítva: 2019
Az évente odaítélt életműdíjat a Prolan Zrt. alapította, melyet a vállalat tulajdonosai között osztanak ki.
Díjazottak: 
- Dr. Mosó Tamás
- Várnai György
- Marcsinák László[10]
- Wolfgang Berg

## A társaság eredményei
- Díj a Sikeres Vállalkozásokért kitüntetés – 2016
- Magyar Termék Nagydíj – Komplex vasúti forgalom- és üzemirányítóközpont létrehozásáért – 2017
- Szerethető munkahely díj – 2018
- Családbarát vállalat díj – 2013, 2015, 2016, 2017, 2022 [11]
- Közlekedési Innovációs Díj – 2022 [12]
- A 31. Magyar Innovációs díj – elismerés – 2023